# L'Ambassadeur des Ombres
L'Ambassadeur des Ombres est un album de bande dessinée dans la série Valérian et Laureline, écrite par Pierre Christin et dessinée par Jean-Claude Mézières.

## Résumé
Valérian et Laureline sont chargés d'escorter l'ambassadeur de la Terre sur Point Central, une station spatiale qui regroupe toutes les civilisations présentes dans l'univers. Point central est à la fois une ONU puissance un million, un centre commercial géant et un lieu dangereux tant la cohabitation des races est délicate.
Le plan secret de l'ambassadeur est de fédérer toutes les assemblées de point central sous son autorité.
À son arrivée sur Point Central, l'ambassadeur est enlevé avec Valérian. Laureline part à leur recherche dans le labyrinthe que forme Point Central, tout en interagissant avec des créatures comme les Shingouz et différents peuples plus ou moins belliqueux.

## Personnages
- Valérian, agent spatio-temporel de Galaxity
- Laureline, agent spatio-temporel de Galaxity
- L'ambassadeur de Galaxity
- Un transmuteur grognon de Bluxte
- Les Shingouz
- Colonel-Protocole Diol
- Les Zools
- Les Kamuniks
- Les Suffuss
- Les Bagoulins
- Les Groubos
- Les Gniarf-Rêveurs
- Les Ombres

## Adaptation cinématographique
Cet album fait l'objet d'une adaptation cinématographique Valérian et la Cité des mille planètes, par Luc Besson avec Cara Delevingne, Dane DeHaan et Clive Owen en personnages principaux. Le film est sorti en France le 26 juillet 2017.